# Kevin Portillo
Kevin Josué Portillo Ramos (Santa Rosa de Copán, Copán, Honduras; 24 de julio de 1991) es un futbolista de nacionalidad hondureña. Juega en la posición de mediocampista, su primer equipo fue el Deportes Savio. Actualmente juega en el Deportes Savio de Honduras.

## Trayectoria
Kevin Josué Portillo Ramos debutó como futbolista en el año 2012 con el Deportes Savio, club con el que juega actualmente, el juega en la posición de mediocampista, con este club ha conseguido llegar a dos liguillas, ambas terminando en cuartos de final.

## Clubes
| Club           | País     | Año             |
| -------------- | -------- | --------------- |
| Deportes Savio | Honduras | 2012-Actualidad |